# Lithocarpus kingii
Espèce
Synonymes
- Lithocarpus costatus var. kingii A.Camus[2]
- Lithocarpus kingii (A.Camus) Whitmore[2]

Statut de conservation UICN

 VU B1+2c : Vulnérable
Lithocarpus kingii est une espèce de plantes de la famille des Fagaceae.

## Publication originale
- Malayan Forest Records 26: 222. 1972.